# Мохамед ел Сахлави
Мохамед Ибрахим Мохамад ел Сахлави (арап. محمد ابراهيم محمد السهلاوي‎‎, романизовано Mohammеd Ibrahim Mohammad Al-Sahlawi; Хуфуф, 10. јануар 1987) професионални је саудијски фудбалер који игра на позицији нападача.

## Клупска каријера
Професионалну каријеру започео је у редовима Ал Кадисије за коју је играо током четири сезоне, а потом у јулу 2009. прелази у редове Ал Насра из Ријада за суму од око 8 милиона америчких долара, поставши тако најскупљим играчем у дотадашњој историји саудијског фудбала. Са екипом из главног града Саудијске Арабије освојио је две титуле националног првака и једну титулу националног купа. 

## Репрезентативна каријера
За сениорску репрезентацију Саудијске Арабије дебитовао је 29. маја 2010. у пријатељској утакмици против селекције Шпаније. Од тада је стандардни репрезентативац своје земље.  
Био је део националног тима и на Светском првенству 2018. у Русији, где је одиграо прве две утакмице у групи А.

## Успеси и признања
ФК Ал Наср
- Саудијско првенство (2): 2013/14, 2014/15.
- Куп престолонаследника (1): 2014.